# Cine de guerrilla
Cine de guerrilla es un documental español de 2016 sobre cine independiente y cine de serie B dirigido por Jaime Zaragoza y presentado por Sara Ditera.

## Sinopsis
Ocho directores de cine independiente y cine de serie B cuentan como rodaron sus películas de bajo presupuesto.

## Participantes
- Juan Carlos Olaria
- Naxo Fiol
- Pere Koniec
- César del Álamo
- James J. Wilson
- Gonzalo López
- David González
- Javier Heredia
- Diego López
- Sara Ditera
- Eva María Milara
- Jesús Perona

## Producción
Juan Carlos Olaria habla del rodaje de su película El hombre perseguido por un O.V.N.I.. (1976), Naxo Fiol habla de Fernando Project (2002), la primera cinta amateur española editada por un sello profesional, Pere Koniec explica el rodaje de sus películas L de Lorena (2003) y Policromía (2010), César del Álamo cuenta la filmación de Mí (2009) y de Buenas noches, dijo la Señorita Pájaro (2012), James J. Wilson narra sus métodos de trabajo y habla de su film El Cementerio, Gonzalo López narra los detalles de Embrión (2008) y David González y Javier Heredia explican la filmación de su película Los maravillosos (2009).
Eva María Milara y Jesús Perona son los protagonistas de Soy un friki, cortometraje incluido en el documental que narra en forma de comedia el concepto de la palabra friki dentro de una crisis matrimonial.
Diego López, experto en cine de serie B y editor del fanzine El buque maldito, introduce al espectador al cine de bajo presupuesto.
El documental retrata la juventud de los directores con ilustraciones del dibujante Toni Benages.

## Premios y nominaciones
- Cine de guerrilla - Mejor trabajo novel y mejor guion (CINOSCAR, Concurso en la red, 2017)
- Jaime Zaragoza - Premio Oriana mejor director documental (Sant Andreu de la Barca Internacional Film Festival 2017).
- Cine de guerrilla - Premio al mejor documental (Horrorvision - Spanish Horror-Trash Film Festival 2017)

## Temática
Cine de guerrilla comparte temática con Te en-vídeo (2009), documental español de Víctor Olid sobre cineastas que usan el formato videográfico para sus películas como Luciano Berriatúa, Zoe Berriatúa, Jesús Franco, Carlos Atanes, José Manuel Serrano Cueto, Dani Moreno o figuras del cine underground internacional como George Kuchar y J.R. Bookwalter.
Comparte también temática con Condenados a luchar (2010), documental español de James J. Wilson sobre cineastas de cine fantástico de bajo presupuesto como Adrián Cardona, Jordi O. Romero, Chema Ponze o David Muñoz .